# Papillons de nuit (film, 1929)
Pour plus de détails, voir Fiche technique et Distribution.
Papillons de nuit (Broadway Babies) est un film américain pré-Code réalisé par Mervyn LeRoy et sorti en 1929 à la fois en version muette et en version sonore.

## Synopsis
La choriste Delight "Dee" Foster est amoureuse du régisseur Billy Buvanny. Ils prévoient de se marier jusqu'à ce que Perc Gessant, un contrebandier canadien, intervienne. Dee est amenée à croire que Billy est amoureux d'une autre fille, alors elle accepte de sortir avec Gessant quand il s'intéresse à elle. Lorsque Gessant lui propose le mariage, Dee accepte. Alors qu'ils sont sur le point de se marier, des gangsters rivaux tirent sur Gessant et il finit par mourir. Dee se réconcilie avec Billy et ils se fiancent.

## Fiche technique
- Titre original : Broadway Babies
- Réalisation : Mervyn LeRoy

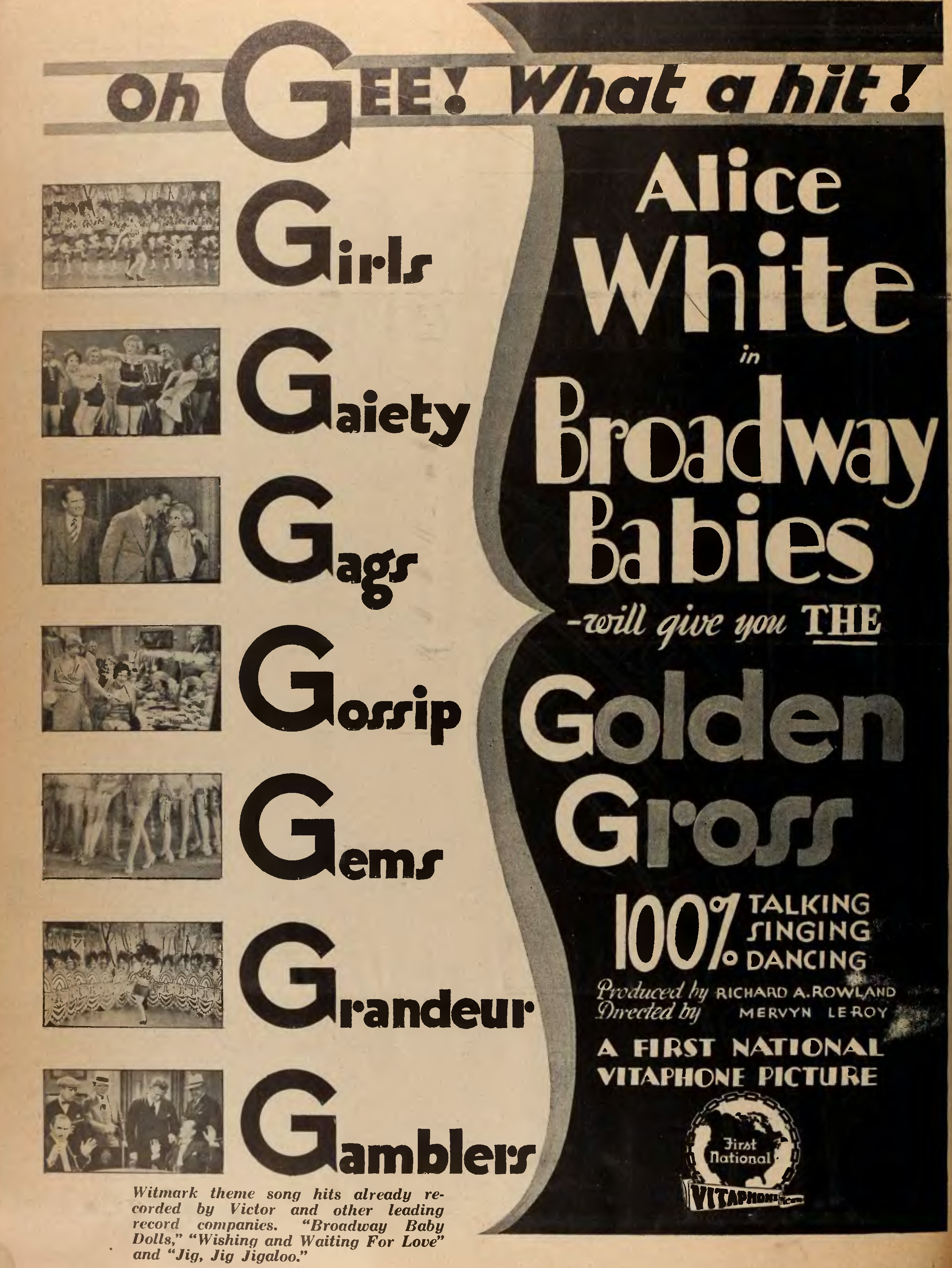
Annonce pour le film dans le magazine The Film Daily

- Scénario : Monte M. Katterjohn, Humphrey Pearson d'après Broadway Musketeers de Jay Gelzer
- Producteur : Robert North (en)
- Photographie : Sol Polito
- Montage : Frank Ware
- Musique : Leo F. Forbstein
- Genre : Drame[1]
- Production : First National Pictures
- Distributeur : Warner Bros. Pictures, Inc.
- Durée : 89 minutes
- Dates de sortie :
  - États-Unis : 28 juillet 1929 (version muette)
  - États-Unis : 30 juillet 1929 (version sonore)

## Distribution
- Alice White : Delight "Dee" Foster
- Marion Byron : Florine Chanler
- Sally Eilers : Navarre King
- Charles Delaney : Billy Buvanny
- Tom Dugan : Scotty
- Bodil Rosing : Sarah Durgan
- Maurice Black : Nick Stepanos
- Fred Kohler : Perc Gessant
- Louis Natheaux : August 'Gus' Brand
- Lew Harvey : Joe, un des joueurs de poker
- Aggie Herring : Landlady (non crédité)
- Al Hill  (non crédité)
- Armand Kaliz : Tony Ginetti (non crédité)